# Maquette numérique

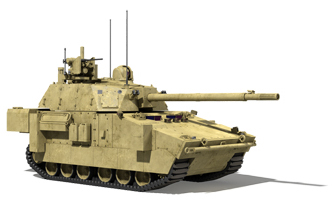
Exemple de maquette numérique (représentation d'un char XM1202)

Une maquette numérique est une représentation géométrique d'un objet ou ensemble d'objets (véhicule, bâtiment...), généralement en 3D, réalisée sur ordinateur de façon à l'analyser, le contrôler et en simuler certains comportements.  

Elle sert à concevoir et/ou représenter (en image de synthèse fixe ou en simulation dynamique) un projet ou un objet. Celui-ci peut être à construire ou déjà construit. La maquette peut permettre de gérer l'objet (maison domotisée, prison, hôpital, usine...) ou avoir une vocation prospective (présenter une architecture qui pourrait exister).
L'expression désigne aussi l'outil numérique qui génère et utilise cet avatar numérique ainsi que la base de données associée et le  processus plus ou moins collaboratif de construction et mise à jour de la maquette alors que « d’autres encore estiment qu’il s’agit d’une méthode d’analyse voire d’une méthode de management... ».
L'expression anglophone est digital mock-up ou, en abrégé, DMU, mais dans le domaine de l'architecture et urbanisme, l'acronyme BIM (pour l'expression anglophone "building information modeling", parfois traduite en France par "Bâtiment et Informations Modélisés") est plus souvent utilisée.

## Intérêts techniques et économiques de la maquette numérique
La maquette numérique permet d'abord de comprendre un produit avant qu'il n'existe physiquement, y compris par un prototypage virtuel ; voir le produit c'est commencer à le comprendre. 
En amont et durant la construction, les techniciens et ingénieurs qui définissent le produit peuvent échanger plus facilement des solutions et des différentes alternatives techniques possibles, afin de retenir la meilleure au regard de leurs critères ou de ceux du projet. 
Certains contrôles et simulations peuvent être réalisés sur le produit avant qu'il n'existe physiquement, permettant de détecter très tôt certains problèmes ou erreurs. Ces corrections préalable sont moins coûteuses pour l'utilisateur. Ainsi dans le domaine de la construction, la maquette numérique est aussi un support pour l’autocontrôle des professionnels au fur et à mesure de l'avancée du chantier puis durant la vie de la construction (par exemple concernant les exigences de la RT2012 ou de la réglementation antisismique). Elle facilitera également les réparations optimisées, comme la recherche de fuites.

### Contrôle de rentabilité
Par exemple, pour valider la trajectoire d'une fusée au décollage, le contrôle de non-collision pourra être réalisé entre la fusée et sa table de lancement.

### Simulation cinématique
La simulation cinématique permet d'animer un objet ou une série d'objets en respectant leurs liaisons cinématiques, puis d'analyser le système en fonctionnement et ainsi
- de connaître la vitesse ou l'accélération d'un point particulier,
- de déterminer le volume-enveloppe d'un composant,
- de s'assurer de la non-collision d'un composant cinématique avec son environnement.

Elle peut être utilisée dans un environnement virtuel, pour la formation ou la rééducation fonctionnelle (après un accident vasculaire cérébral (AVC) par exemple ; interface adaptable au handicap de chaque patient (100 000 à 145 000 personnes/an en France ; 1re source de perte d'autonomie en France).

### Contrôle d'accessibilité
Ici, on insère un mannequin dans la maquette numérique, ce qui permet de vérifier qu'il n'est pas gêné par un élément de son environnement, et qu'il accède comme prévu à tous les composants.
Cette fonction est beaucoup utilisée pour simuler des tâches de maintenance ou de MCO (maintien en conditions opérationnelles).

### Contrôle du design et de l'esthétique
La maquette numérique d'aspect permet de valider des choix de design en termes de couleurs et de matières.
Par exemple, à partir de la maquette numérique de l'intérieur d'une voiture, la maquette numérique d'aspect permet d'étudier et de valider des harmonies de couleurs et de matières.

### Les maquettes numériques en architecture
Elles contiennent deux éléments principaux pouvant être chacun livré en format ouvert « open » et interopérable (ex : format IFC) ou en format dit « propriétaires » (qui implique que toute la chaîne des acteurs devant utiliser cette maquette numérique dispose des mêmes logiciels ) :
1° Une base de données comportant les caractéristiques de chaque composant technique du bâtiment (structure, mais aussi portes, faux plafonds, gaines, tuyaux, installations de chauffage, etc. Chaque « objet » de la base peut être renseigné pour son volume et sa forme et sa couleur, texture, solidité, résistance au feu, acoustique, etc. mais aussi pour sa marque, ses fonctions, sa consommation d'énergie, son bilan carbone ou son espérance de vie, son impact environnemental et sanitaire ... et in fine sa représentation graphique ;
2° Une représentation graphique du bâtiment (2D ou 3D, animée ou non, générée à la demande et reflétant l’état d’avancement du projet, de sa réalisation ou de son exploitation. Rem : si elle est faite au moment d'une rénovation plutôt que lors de la construction, elle peut comporter des lacunes (relatives aux éléments non concernés par la rénovation...).
Utilité : Pour élaborer les projets de conservation et de restauration, ou pour étudier l'insertion d'un immeuble ou objet nouveau dans son environnement ou le paysage, la maquette numérique peut enrichir et compléter les dessins d'architecture, par des images de synthèse, avec simulation de la lumière, des éclairages intérieurs et des ombres portées à différentes heures du jour selon la saison. Une pièce, un appartement, une maison, un immeuble, un quartier peuvent ainsi être étudiés et observés virtuellement de plusieurs points de vue (extérieurs ou intérieurs), via une caméra virtuelle et de manière enrichie grâce à une dimension sémantique (attributs et propriétés associés à chaque élément de la maquette). Une imprimante 3D peut aussi l'utiliser pour produire des éléments de maquettes physiques. Elle peut faciliter le calcul des coûts.
Concernant l'environnement et l'insertion paysagère du projet, une simulation en accéléré de la pousse des arbres et de leur ombre portée peut également être produite. La visite virtuelle de la maquette peut aider à la vente ou location du bâti ainsi numérisé, ou à certaines vérifications de conformité technique. 
À partir des données 2D ou 3D fournies par l’architecte, le bureau d’études travaille à la fois sur le modèle physique 3D et sur le modèle analytique destiné aux besoins d’analyse. Les multiples ressaisies et les allers et retours de données en cours de projet font perdre un temps précieux et peuvent engendrer des erreurs aux conséquences parfois catastrophiques. Les éditeurs ont donc développé de nouveaux logiciels plus automatiques, avec des interfaces plus visuelles et plus simples, qui s’adressent aussi bien à l’ingénieur qu’à l’architecte. Car, au-delà de l’établissement de passerelles automatisées et fiables entre logiciels, l’enjeu est de réunir les différents intervenants d’un projet autour de données communes –la maquette numérique– avec des méthodes efficaces de mise à jour. De plus, l'extraction automatique de données à partir de la base de données peut contribuer à produire des statistiques utiles sur les consommations d'énergie, les besoins d'entretien, etc. Au-delà, il pourrait y avoir un « stockage (obligatoire ou volontaire) en bon ordre dans le « cloud » de l’ensemble des maquettes numériques, constituant ainsi une banque de données générale avec son régime de droits d’accès en lecture et écriture, permise par les moyens informatiques d’aujourd’hui, mérite d’être mise à l’étude dès le début du déploiement du BIM ».
Et grâce à une interface homme-machine adaptée, l'outil peut s'insérer dans un dispositif de communication avec des acteurs concernés directement (ex : futurs habitants ou usagers) ou indirects ou influents (riverains, financeurs, paysagistes, etc., qui peuvent naviguer dans un projet avec un simple joystick, voir avec une interface d'immersion virtuelle). Ce peut aussi être un outil d'environnement virtuel pour l'apprentissage humain ou pour la formation sur objets virtuels. Certains outils permettent aussi un travail collaboratif sur une même maquette, par des personnes éloignées dans l'espace.
Normes et standards : Une bonne interopérabilité est nécessaire, ce qui implique des standards internationaux de formats de données qu'une association internationale à but non lucratif (BuildingSMART) créée en 1995 contribue à développer. Dans les années 2010, il existe sous l'égide de l'ISO l'IFC (Industry Foundation Classes) qui doivent permettre aux acteurs de la filière bâtiment de travailler sans devoir ressaisir les données provenant de différents logiciels (version 4 des IFC labellisée  norme ISO (16 739) en septembre 2012 et standards internationalement reconnus depuis mars 2013.
En France, une plateforme logicielle EVE (environnement virtuel enrichi) a été développée par le CSTB sur la base des standards ouverts (IFC et « fichier OpenBim », GML, standards Open Source pour la gestion et la représentation de scènes virtuelles…), compatible avec les outils de CAO  et système d'information géographique (SIG). 
Les IFC (Industry Foundation Classes) sont le standard d'échange et d’archivage des données techniques de la maquette numérique de construction, individualisant les objets tels que site, bâtiment, étage, mur, poutre, etc. Il permet d’intégrer, si on le souhaite, des propriétés telles que nature des matériaux, coefficients thermiques, acoustiques, de réverbération lumineuse, etc., nécessaires pour la création de simulations poussées.
De 2000 à 2014, certains industriels et clusters français de la construction (Eskal Eureuka, SE2E, le Pôle Alsace Énergie Vie, Rhône‐Alpes Eco‐énergies...) travaillent sur l'utilisation du Scan 3D et/ou de la maquette numérique  avec notamment le BIM ‐ 2015, projet  de Mediaconstruct financé par l'appel à projet « TIC&PME 2015 » de la DGCIS qui vise en 2 ans à lever certaines barrières au développement général du BIM‐IFC dans les PME, via un axe « Devis et BIM » (animée par la FFB et un axe  « Certification des logiciels » (avec le CSTB), pour sécuriser les échanges en IFC par une évaluation de niveau international. Ceci se fait en lien avec l'initiative l'AFNOR « PPBIM » (Propriétés des Produits pour le BIM).
Des besoins de formation sont identifiés pour la filière BTP. L'École des Ponts ParisTech soutient un projet de nouveau mastère spécialisé sur la Maquette Numérique comme outil de management de projet, avec l’école spéciale des travaux publics, du bâtiment et de l'industrie (ESTP), Arts et Métiers ParisTech, l’École nationale des sciences géographiques, le Centre scientifique et technique du bâtiment (CSTB), les écoles d’architecture de Marseille, Toulouse et Paris Val‐de‐Seine et Ecotec.
La réforme du Baccalauréat STI2D a imposé le BIM dans les enseignements. Le BIM est aussi introduit dans certains enseignements de BTS, d'école d’architecture, d’ingénieurs, et de licence professionnelle.

### Les maquettes numériques en urbanisme et planification urbaine
Elle peut intéresser tout le cycle de vie d'un projet et aider de nombreuses parties prenantes à faire leurs choix (investisseurs, locataires, propriétaires, promoteurs, concepteurs, constructeurs, exploitants, gérants et autres usagers).
Ces outils (ex : LandSim3D, 3D Turbo...) commencent à être utilisés, surtout pour de grands projets (ex : modélisation 3D du quartier de la Défense par et pour l'Epad et la Société CCS à l'aide d'un logiciel de modélisation 3D capable de fédérer et de recaler des sources d'information 3D hétérogènes (cadastre, IGN, collectivités, sociétés d'autoroute, entreprises de travaux publics, photogrammétrie aérienne, géomètres, DDE, etc.) dans un modèle 3D cohérent structuré par quartiers, avec une précision de 1 cm.

### Maquette numérique et commande publique
En Europe : Pour faciliter et accélérer la coordination des architectes, ingénieurs, maîtres d’ouvrages, entreprises de construction leur meilleure collaboration, et pour améliorer la sécurité juridique de la commande publique, une Directive européenne (du « paquet commande publique) recommande les maquettes et processus numériques (Building information modellors ou BIM) lors des appels d’offres et les concours d'architecture ou d'urbanisme pour des projets publics. Chaque État membre de l'Union européenne pourra encourager, spécifier ou rendre obligatoire l’utilisation du BIM pour les projets de constructions financés par des fonds publics. Dans le futur, ces bases de données enrichies et partagées pourraient aussi alimenter des imprimantes 3D pour la construction de certains éléments, voire de tout un bâtiment par Architecture imprimée. Cette modélisation peut aussi être utilisée pour mieux évaluer la durabilité de la construction, ses couts de fonctionnement et permettre (ce qu'encouragent les articles 67 et 68 de la directive) de sélectionner non pas l'offre la moins chère, mais celle qui est la plus économiquement efficiente et avantageuse en intégrant des critères plus approfondis de d'analyse du cycle de vie (de la conception au démantèlement et recyclage des matériaux) et de couts d'entretien et de fonctionnement (dont consommation d'énergie). L'article 22-4 de la directive permet à l'État membre qui le souhaite d'exiger, au titre des moyens de communication, l’utilisation d’un outil méthodologique de type «maquette numérique », travail qui implique aussi une interopérabilité des outils informatiques qui seront utilisés par les corps de métier (une norme ouverte ISO vise à faciliter l'usage d'outils collaboratifs dans ce domaine). Plusieurs États-membres encouragent déjà l'usage de maquette numérique (souvent imposée pour les grands projets complexes) dont la Finlande, les États-Unis, l'Australie, le Qatar, la Corée du Sud, la Chine, l'Inde, la Norvège, Singapour et le Royaume-Uni). L’article 31 de la directive encourage aussi le « partenariat d'innovation », principe qui transcrit dès septembre 2014 dans le droit français, afin de permettre au pouvoir adjudicateur d’établir un partenariat de développement et d'acquisition ultérieure d’un produit, service ou travail nouveau et innovants sans qu’il soit nécessaire de procéder à une passation de marché distincte pour l’acquisition. Selon le rapport 2014 portant sur le BIM, des questions éthiques et juridiques se posent, qui ne sont pas nouvelles, mais pourraient être exacerbées par la facilité de copie des objets numériques : « Le recours aux systèmes libres de droit pour utiliser le BIM ne doit pas exonérer les acteurs d’une réflexion approfondie en ce qui concerne les droits d’accès et l’usage des données (...)La maquette numérique contient toutes les données concernant le bâtiment et est très facilement reproductible, ce qui facilite le plagiat ou la contrefaçon » ; faut-il une rémunération spécifique pour la cession des droits sur la maquette quand le bâtiment est public ? Comment sécuriser ces données pour le long terme ? Ces questions demandent à être approfondies.
En France :  Dans le cadre du PUCA (Plan Urbanisme Construction Architecture) et à la suite notamment de la Conférence environnementale de septembre 2012 et pour répondre aux enjeux de transition énergétique et écologique un rapport et des propositions ont été faites sur le thème « BIM et Gestion du patrimoine  » dans le cadre du « Plan Bâtiment Durable », en associant Les gestionnaires de patrimoine (assureurs, facility et property managers, asset managers...)

### Simulations numériques
Les modèles numériques de simulation (éléments finis ou autres) sont des codes de calcul informatiques capables de simuler tout ou partie du comportements d'objets réels. 
On utilise souvent l'expression  « maquette numérique » pour désigner l'ensemble que constitue 1/ le code de calcul proprement dit, 2/ l'environnement de visualisation, en général en 3D, qui fournit une représentation graphique animée du résultat de la simulation, 3/la description numérique de l'objet modélisé et de ses caractéristiques pertinentes et, 4/ le jeu de paramètres qui permet au modèle numérique de simuler le comportement de cet objet précis conformément à des mesures préalablement effectuées en vue du calage du modèle. 
On peut citer en exemple les maquettes numériques d'objets industriels en cours de conception (pneus de voiture, dont on simule la déformation et l'échauffement en fonction des propriétés mécaniques de la chaussée, etc.). On peut citer aussi les maquettes numériques d'objets naturels (la plaine d'Alsace, dont on simule la manière dont elle absorbe dans ses sols et dans sa nappe phréatique les polluants d'origine agricole, par exemple).

## Domaines connexes
- La CAO (conception assistée par ordinateur). Les données analysées en maquette numérique ont d'abord été créées quelque part : à l'aide des logiciels de CAO qui permettent de construire les formes des pièces et de les assembler en un produit.

- L'usine numérique est la maquette numérique d'une usine : cette fois-ci, c'est l'usine qui sera analysée et simulée. On pourra donc faire fonctionner virtuellement l'usine avant qu'elle ne soit construite et ainsi localiser des problèmes comme un goulot d'étranglement dans une chaîne de fabrication.

- La réalité virtuelle avec 3D interactive. Ici, l'être humain est ou sera immergé dans la maquette à l'aide d'un dispositif de visualisation stéréoscopique (casque immersif ou écran + lunettes). L'utilisateur pourra de plus interagir avec la maquette : déplacer des éléments, sentir le contact à l'aide d'un bras à retour d'efforts ou tout autre interface haptique.

- La réalité augmentée ou ville augmentée ; la maquette numérique (projet de bâtiment) peut s'insérer dans la réalité, via des lunettes spéciales (ex : Oculus Rift) ou l'écran d'une tablette ou d'un téléphone portable par exemple.

- La GDT (gestion des données techniques). Les maquettes numériques lourdes (on parle aussi des « grands assemblages » ) peuvent contenir des centaines de milliers de pièces. Cette complexité doit être gérée. Cette problématique (la gestion) n'est pas du ressort de la maquette numérique mais de la GMN (Gestion de maquette numérique) ou plus largement de la GDT. Elle est traitée par d'autres logiciels.

- La modélisation par éléments finis étudie le comportement du produit soumis à des sollicitations physiques : forces de pression ou de contact, forces aérodynamiques ou thermiques (on parle alors parfois de maquette numérique comportementale).

## Les limites de la maquette numérique
La représentation du produit toujours plus ou moins simplifiée et souvent idéalisée. 
Elle ne contient ni la description de la structure moléculaire interne des matériaux ni les dispersions possibles sur les états de surface. On ne peut pas tout simuler avec une maquette numérique ! La maquette numérique n'est pas la réalité !
Une autre question, importante dans le monde numérique où les standards et moyens de stockage de données évoluent rapidement, est celle de l'archivage de la maquette à long terme.

## Coûts
Il varie selon le type de bâtiment et de logiciel utilisé, et selon la précision de la maquette, mais selon le rapport de 2014, « l'investissement financier lié à la Maquette Numérique, pris en termes de coût global, s’avère rapidement amorti » (page ) 

## Logiciels
Liste non exhaustive de logiciels servant à l'édification de maquettes numériques :
- BIMoperation&energies de Active3D
- Teamcenter Visualization de Siemens PLM Software
- DMU Navigator de Dassault Systèmes
- P3D Design de Lumiscaphe en maquette numérique d'aspect (remplace Patchwork3D depuis 2014)
- Orealia de Onesia pour la maquette numérique 3D interactive
- Showcase d'Autodesk
- Haeva d'Immeractive pour les maquettes numériques urbaines 3D interactives
- GPure de DeltaCAD
- Twinmotion
- LandSim3D de Bionatics pour l'urbanisme et le paysage